# Acranthera sinensis
Acranthera sinensis är en måreväxtart som beskrevs av Cheng Yih Wu. Acranthera sinensis ingår i släktet Acranthera och familjen måreväxter. Inga underarter finns listade i Catalogue of Life.